# Doris Merrick
Doris Merrick, właśc. Doris Simpson (ur. 6 czerwca 1919 w Chicago, zm. 30 listopada 2019) – amerykańska aktorka filmowa i telewizyjna; modelka.
Zanim została aktorką pracowała jako modelka. W 1941 podpisała kontrakt z wytwórnią Warner Bros. i rok później zadebiutowała na ekranie rolą w filmie Girl Trouble z udziałem Dona Amechego i Joan Bennett. Początkowo występowała pod pseudonimem Beth Drake, jednak wkrótce zmieniła go na Doris Merrick. W ciągu trwającej 13 lat aktorskiej kariery zagrała w kilkunastu filmach. Jednak te z nich, w których zagrała główne role nie odniosły większego sukcesu. M. in. w 1944 pojawiła się u boku Flipa i Flapa w komedii Dwaj detektywi. W połowie lat 50. wycofała się z aktorstwa poświęcając się wychowaniu pięciorga dzieci. Do zawodu nigdy już nie powróciła.
6 czerwca 2019 obchodziła 100. urodziny.

## Wybrana filmografia
- Girl Trouble (1942) jako Susan
- Yankee Doodle Dandy (1942) jako tancerka
- Time to Kill (1942) jako Linda Conquest Murdock
- Niebiosa mogą zaczekać (1943) jako Nellie Brown, pielęgniarka
- In the Meantime, Darling (1944) jako pani MacAndrews
- Dwaj detektywi (1944) jako Evelyn
- This Love of Ours (1945) jako Vivan
- Sensation Hunters (1945) jako Julie Rogers
- Child of Divorce (1946) jako Louise
- The Counterfeiters (1948) jako Margo Talbot
- The Fighting Stallion (1950) jako Jeanne Barton
- The Cisco Kid (1950-56; serial TV) jako Madame Lil/Anita Hardy (gościnnie; 1951 i 1952)
- The Adventures of Kit Carson (1951-55; serial TV) jako Lori Barker/Betty Denton/Sue Banyon (gościnnie, 1952)
- Nieokiełznana kobieta (1951) jako Sandra
- Neandertalczyk (1953) jako Ruth Marshall
- Przerwana melodia (1955) jako pielęgniarka